# Antoni Coll Prohens
Antoni Coll Prohens (Felanich, Baleares, 1 de abril de 1915 - Madrid, noviembre de 1936), alias Llempiabotes, fue un político español que militaba en Joventuts d'Esquerra.
Su familia tenía un horno en Porto Colom, Mallorca. Se embarcó en la expedición que debía participar en la Olimpiada Popular de Barcelona de 1936. Con el golpe de Estado de julio de 1936 que dio lugar a la guerra civil se presentó voluntario en las milicias republicanas .Estuvo en el frente de Madrid, donde se hizo famoso por destruir carros de combate, tirándoles bombas de mano por la ventanilla de observación. 
El 10 de noviembre de 1936 murió en combate, ametrallado por un tanque, en el Cerro Blanco del barrio de Usera de la capital española. Por su gran popularidad se hicieron romances, destacando algunas de sus hazañas y en Madrid, durante una temporada, la Carrera de San Jerónimo llevó su nombre. Además, apareció en los noticiarios republicanos y se editaron sellos de correos con su efigie. Le dedicaron poemas en español y apareció, patrocinado por el PCE, en la prensa republicana de la época como un héroe popular.